# سيميلي

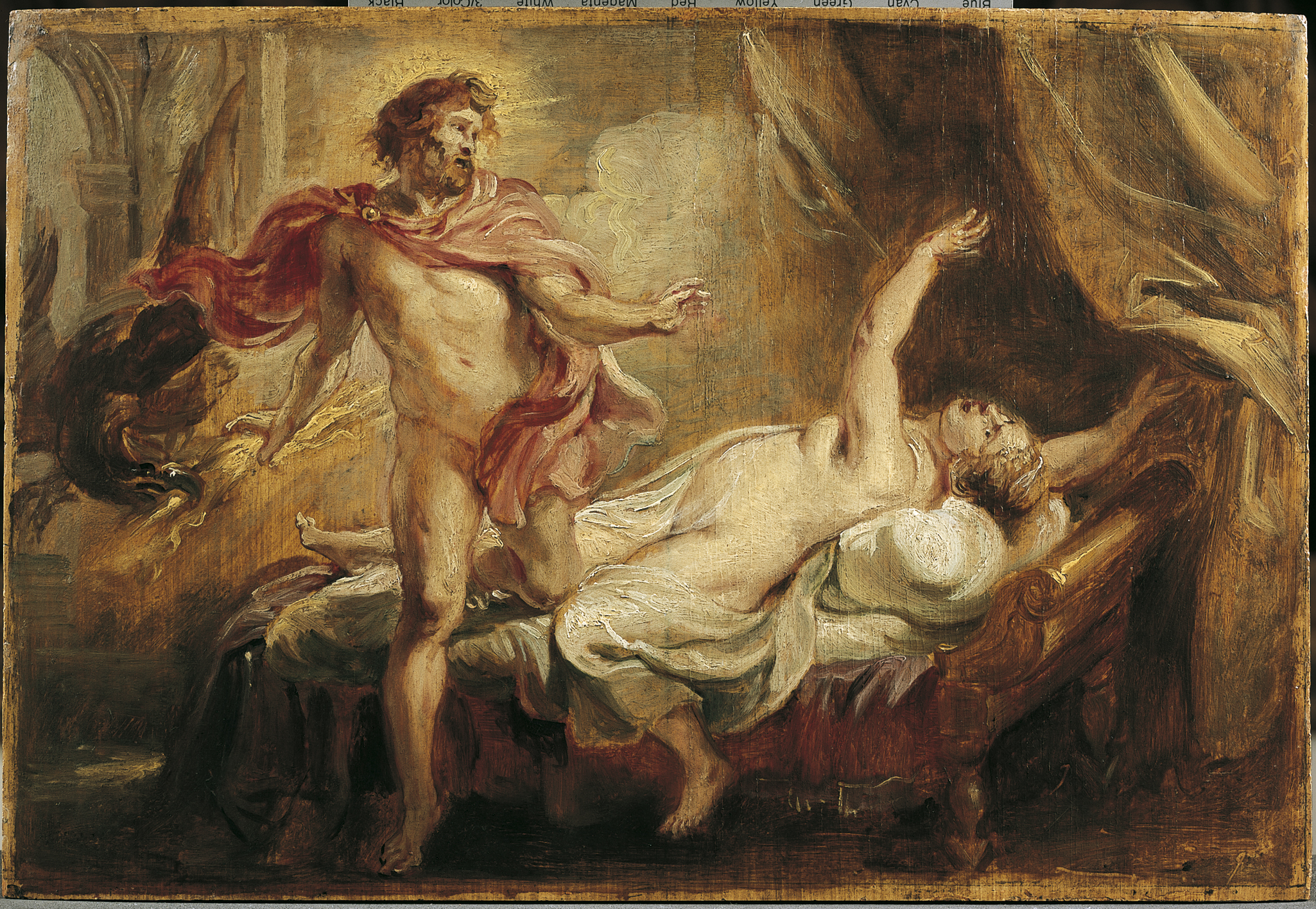

سيميلي Semele في الميثولوجيا الإغريقية هي ابنة هرمونيا وقدموس وأم ديونيسوس.
تقول الأسطورة أن زيوس ظهر لسيميلي في هيئة إنسان كما كان يفعل دائما عندما يرغب بإحداهن. فحملت سيميلي بديونيوس.
و كالعادة وكما في كل مرة سمعت فيها هيرا عن مغامرات زوجها العاطفية، فإن الغيرة أصابتها فنتحلت شخصية
بيروئي Beroe مرضعة سيميلي وأقنعت سيميلي بأن أب ولدها ليس زيوس. طلبت سيميلي وتمنت أن ترى زيوس بشكله الحقيقي (الإلهي). حاول زيوس لحبه لها (أو لأنها كانت حاملا)، أن يرجعها عن رغبتها هذه، لكنها لم تتراجع لأنها كانت تريد أن تعرف الحقيقة مهما كان الثمن. استجاب زيوس لطلبها فدمرها سطوع شعاعه كما تدمر الشمس وتحرق جسما حيا عندما يقترب منها، أو كما تدمر الصاعقة من تضربه. تدمر واحترق مع سيميلي قصر أبيها قدموس بشكل كامل.
استطاع هيرميز إنقاذ الجنين الذي كانت سيميلي حاملا به
وضع زيوس الجنين في فخذه وبعد ثلاثة أشهر ولد الخالد ديونيسوس
أصابت الغيرة هيرا لانّ زيوس اهتمّ بولده أكثر من اللازم فبعثت جنّيّات لديونيزوس قالت له أنّه يستطيع زيارة أمّه في العالم السّفلي فتحوّل لثور ونزل العالم السّفلي حيث هيزر فأكلت كلاب الجحيم لحم ديونيزوس وهنا نشأت الدّراما